# Millettia pierrei
Millettia pierrei är en ärtväxtart som beskrevs av François Gagnepain. Millettia pierrei ingår i släktet Millettia och familjen ärtväxter. Inga underarter finns listade i Catalogue of Life.